# 1-ペンタノール
1-ペンタノール (1-pentanol) は、炭素が5個の直鎖アルコール、有機化合物。無色油状で不快な臭いを呈する。ペンチルアルコール（アミルアルコール）の8種類の構造異性体のうちのひとつ。別名としてn-ペンチルアルコール (n-pentyl alcohol)、n-アミルアルコール (n-amyl alchol)。消防法に定める第4類危険物 第2石油類に該当する。

## 存在・用途
1-ペンタノールはフーゼル油の分留で得られる。化石燃料の消費を減らす代替燃料として、発酵による合成法が研究されている。1-ペンタノールはCDやDVDをコーティングする際の溶媒として用いられる。

## 誘導体
1-ペンタノールをアルコール基とするカルボン酸エステルのうち、酪酸ペンチル、酢酸ペンチルはそれぞれアンズ、バナナのような匂いを持つ。